# Imant dipolar

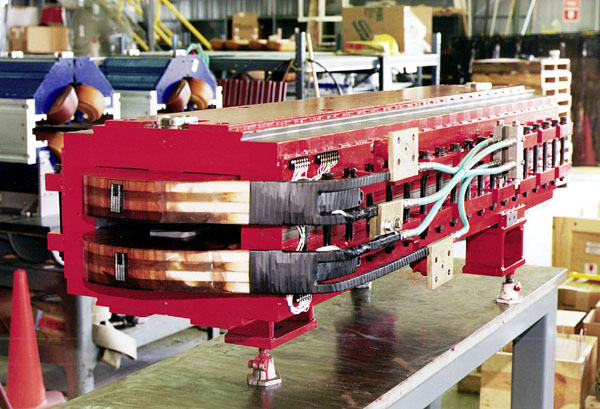
Imant dipolar del sincrotró Advanced Photon Source del Argonne National Laboratory als Estats Units.

A un accelerador de partícules, un imant dipolar és un electroimant dissenyat per crear un camp magnètic homogeni al llarg de certa distància. El moviment de les partícules a un camp com aquest serà circular en un pla perpendicular al camp i colineal a la direcció del moviment de la partícula i lliure en direcció ortogonal a ell. Per tant, una partícula injectada dins un imant dipolar es mourà seguint una trajectòria circular o helicoidal. Afegint diverses seccions dipolars al mateix pla es pot incrementar l'efecte de curvatura del feix.
Els imants dipolars s'utilitzen als acceleradors de partícules per provocar curvatures a les trajectòries òrbites de les partícules als acceleradors circulars. Altres utilitzacions serien:
- Injecció de partícules dins l'accelerador
- Ejecció de partícules de l'accelerador
- Correcció d'errors a les òrbites
- Producció de radiació de sincrotró

Aquest tipus d'imants s'utilitzen als aparells tradicionals de televisió que porten un tub de raigs catòdics que no és altra cosa que un petit accelerador de partícules. Els seus imants s'anomenen bobines deflectores. Aquests imants mouen el feix d'electrons que impacta sobrer la pantalla del tub de TV de manera controlada, en impactar sobre la superfície, de material fosforescent, s'emet llum.